# هذا العربي حر الجنس
هذا العربي حر الجنس (بالإنجليزية: This Arab Is Queer: An Anthology by LGBTQ+ Arab Writers) عبارة عن مختارات انثولوجيا LGBTQ+ تضم مذكرات ثمانية عشر كاتبًا عربيًا مثليي الجنس، ينحدرون من 11 دولة عربية ومن المهجر. بعضهم من الكتاب الأكثر مبيعًا على المستوى الدولي بينما يستخدم البعض الآخر أسماء مستعارة. الكتاب من تحرير إلياس جهشان، صحفي فلسطيني - لبناني - أسترالي يعيش في لندن.
تحتفي القصص في الكتاب بالتجارب المتنوعة للعرب المثليين وتتحدى الصور النمطية السلبية التي غالبًا ما تكرسها وسائل الإعلام الغربية. يلقي الكتاب الضوء على التجارب المعقدة للعرب المثليين، والتي تتجاوز التمييز الذي تفرضه الدولة ورهاب المثلية الأسري. تتطرق العديد من القصص إلى موضوعات مثل النزوح والوحدة والخروج وأهمية المجتمع. يسعى الكتاب إلى استعادة السرد والسماح للعرب المثليين برواية قصصهم بشروطهم الخاصة.
أحد الموضوعات المركزية للكتاب هو فكرة التقاطعية، أو الطرق التي تتقاطع بها الجوانب المختلفة للهوية وتشكل تجارب الاضطهاد والتمييز. يفكر العديد من الكتاب في الكتاب في الطرق المعقدة التي تتشكل بها تجاربهم في كونهم مثليين وعربًا من خلال عوامل مثل العرق والطبقة والجنس والدين.

## خلفية
يواجه أفراد مجتمع الميم في الشرق الأوسط تحديات قانونية واجتماعية تحد من حرياتهم وتقيد حقوقهم. في معظم دول الشرق الأوسط، يتمتع أفراد مجتمع الميم بحقوق محدودة، ويواجهون العداء والتمييز، وغالبًا ما يتعرضون لعقوبات قانونية. على وجه التحديد، تعتبر العلاقات المثلية غير قانونية في تسعة من 18 دولة تشكل المنطقة، وفي خمسة من تلك البلدان، يُعاقب على هذه العلاقات بالإعدام.
يوجد في الشرق الأوسط بعض من أكثر التشريعات تقييدًا في العالم للأشخاص المثليين وثنائيي الجنس والمتحولين جنسيًا، حيث يعيش أفراد مجتمع الميم في كثير من الأحيان في سرية ويواجهون الإعدام القصاص والمضايقات والتمييز والعنف. في بعض البلدان، تعتبر منظمات LGBT + غير قانونية، ويمكن اعتقال أفراد المجتمع أو معاقبتهم لمشاركتهم في هذه المنظمات أو التعبير عن هويتهم. علاوة على ذلك، غالبًا ما توصم الأعراف المجتمعية والثقافية في الشرق الأوسط الأفراد المثليين وثنائيي الجنس والمتحولين جنسيًا بالعار، مما يؤدي إلى الإقصاء والنبذ والعنف من أفراد الأسرة والمجتمع.
في السنوات الأخيرة، كانت هناك بعض علامات التقدم في حقوق مجتمع الميم في الشرق الأوسط، حيث اتخذت بعض الدول خطوات صغيرة نحو الاعتراف بالمجتمع ودعمه. ومع ذلك، قوبلت هذه الجهود بردود كبير من الجماعات المحافظة، ولا يزال أفراد مجتمع الميم يواجهون تحديات كبيرة في المنطقة. على هذا النحو، لا يزال الكفاح من أجل حقوق مجتمع الميم في الشرق الأوسط مستمرًا وصعبًا، مع الكثير من العمل الذي يتعين القيام به لضمان أن جميع الأفراد، بغض النظر عن ميولهم الجنسية أو هويتهم الجنسية، يمكنهم العيش بحرية وبدون خوف.

## محتوى
يبدأ الكتاب بـ"مقدمة" للمحرر إلياس جهشان، صحفي فلسطيني ولبناني أسترالي يعيش في لندن، وصف فيه الكتاب بأنه يسعى لاستعادة السرد والسماح للعرب المثليين برواية قصصهم. قصص بشروطهم الخاصة. ثم يتعمق الكتاب في قصص المؤلفين.

#### منى الطحاوي: عقد قول كل ما لا أستطيع قوله

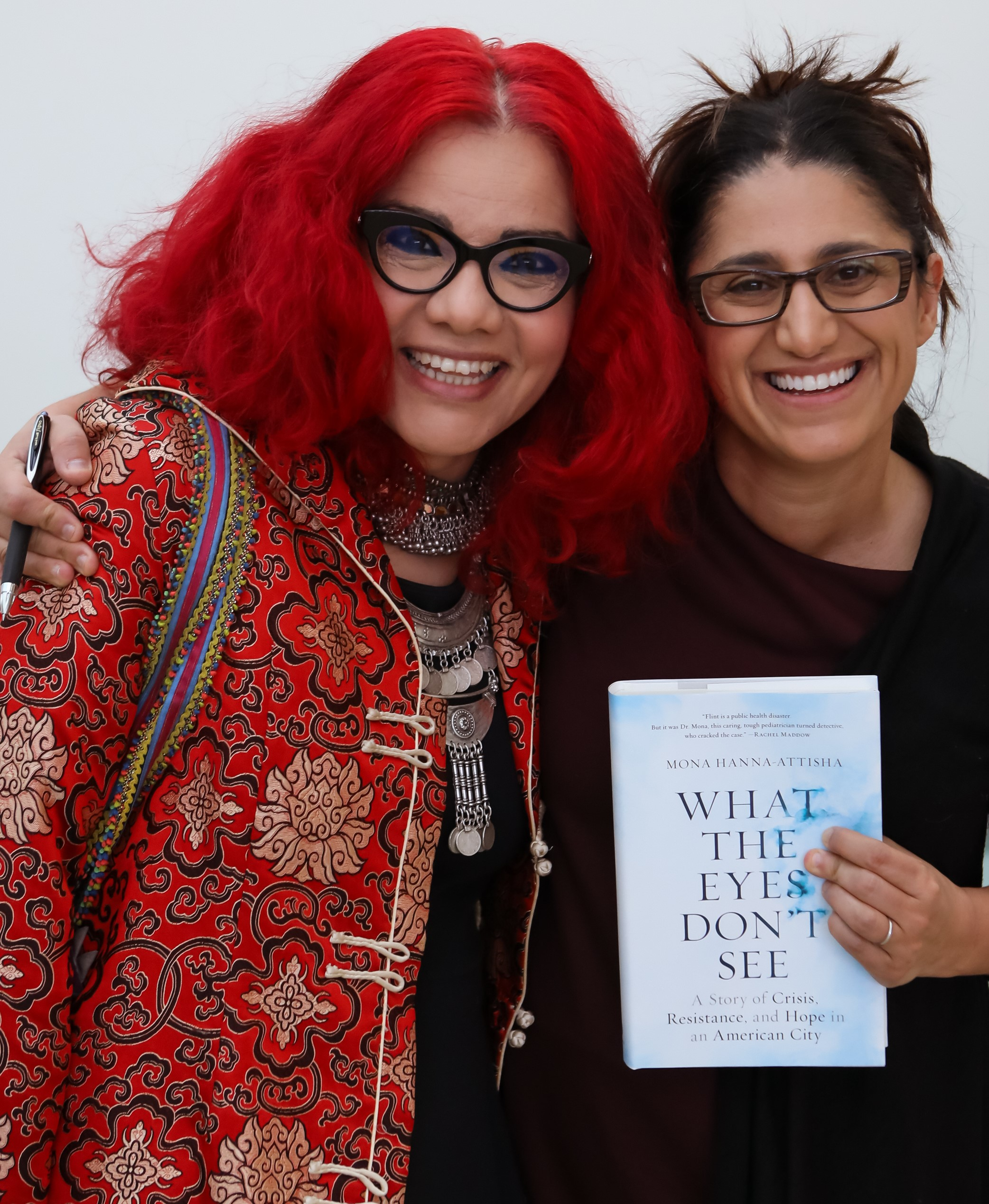
منى الطحاوي (يسار) والفائزة بجائزة MIT للعصيان لعام 2017 منى حنا عتيشة

منى الطحاوي، صحفية وناشطة نسوية مصرية أمريكية، تبدأ بقولها"أنا قادر على كتابة هذا لأنني مت منذ عشر سنوات". ثم يتأمل الطحاوي في السنوات العشر الماضية منذ وفاتهم في 24 نوفمبر 2011 بعد تعرضهم للضرب والاعتداء الجنسي والاعتقال من قبل الشرطة المصرية. يكتبون عن"عقد من قول كل ما لا أستطيع قوله"، حيث كسروا الصمت حول الأسرار التي احتفظوا بها. تشارك الطحاوي تجاربها مع الإجهاض والجنس وانقطاع الطمث.
يناقش الطحاوي رحلتهم إلى احتضان تعدد الزوجات والتعرف على أنهم شاذون، مستشهداً بكتابات يونيو جوردان وسوزان سونغ حول الإمكانات التحررية والثورية للغرابة. يتحدث الطحاوي عن أهمية احتضان التعقيدات الجنسية ومقاومة الإملاءات الأبوية حول الجنس، ويصف تجربة زيارة نادي المثليين في سراييفو والمشاركة في أول مسيرة فخر بالبوسنة. يكتبون أيضًا عن كيف ساعدتهم أيرلندا والبوسنة على التصالح مع أسرارهم وهويتهم كامرأة مزدوجة الميول الجنسية. تختتم الطحاوي بالتفكير في نسوية الماضي، والتي ركزت فقط على كراهية النساء، وكيف توصلوا في النهاية إلى فهم مجتمع LGBTQ+ في مصر والدفاع عنه.

#### سليم حداد: العودة إلى بيروت

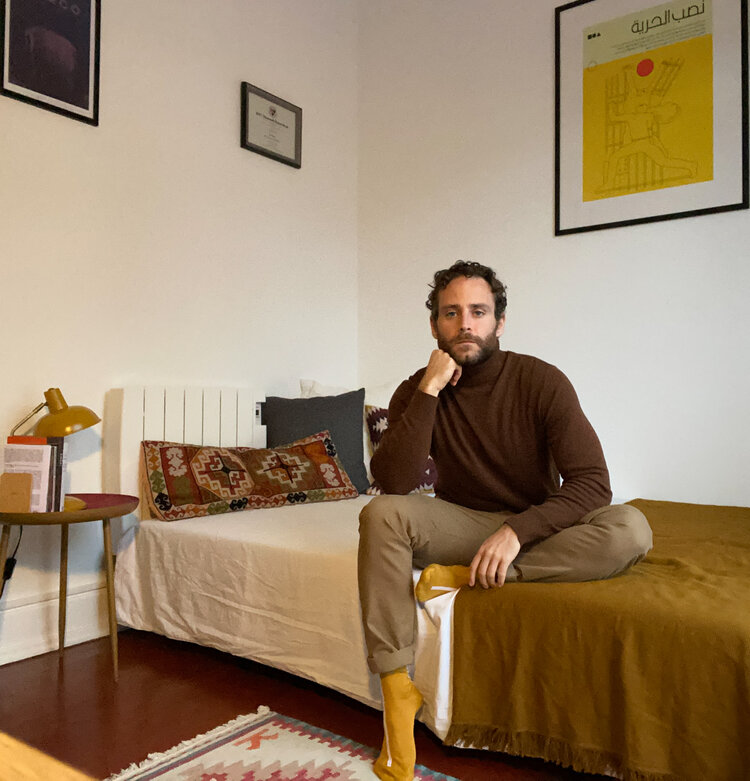
سليم حداد 2020

سليم حداد، مؤلف ومخرج أفلام عراقي-ألماني وفلسطيني-لبناني، يصل إلى بيروت بعد غياب دام ثمانية عشر شهرًا ويقبض عليه والدهما. يتأملون زيارتهم الأخيرة، حيث تجادلوا حول الثورة اللبنانية، وقرارهم مغادرة لبنان في عام 2006. عاد والدا حداد إلى لبنان في عام 2019، واكتشف حداد انفجار بيروت عام 2020 أثناء إقامته في لشبونة. لقد كانوا يؤخرون الحداد الحتمي على منزل عائلتهم المدمر وموت لبنان الذي عرفوه من قبل.
حداد يتأمل في الصدمة التي أصابت أسرهم وأصدقائهم، واستحالة العودة إلى حياتهم القديمة. في وقت لاحق، يزورون حبيبًا سابقًا ويمارسون الجنس. خلال لقائهم، يتذكر حداد سبب عدم تمكنهم من تكوين علاقة عاطفية أعمق مع الحبيب.

#### ديما ميخائيل متى: هذا النص وثيقة وحيدة للغاية (تخليداً لذكرى والدي)
ديما ميخائيل متى، كاتبة وممثلة مقيمة في بيروت، تتحدث عن ضعف والدهم الإدراكي والقصص التي يخسرونها نتيجة لذلك. يروي متى لوالدهما قصصًا قصيرة لمساعدته على التذكر، وإحدى هذه القصص عن الكمون. يحزن ماتا على فقدان قصص والدهم ويرى أن النسيان هو الانزلاق المستمر. يتأمل متى أيضًا في علاقته بالكلمات والخوف من فقدانها. ينتهي ماتا بالتفكير في مسألة من سيكون والدهم عندما يتم تجريده من قصصه وماذا سيكونون عندما يتم تجريدهم من كلماتهم.

#### زين جوخدار: إمساك النور: استعادة الأوبرا كعربية عبرية
زين جوخدار، كاتب سوري أمريكي، يشارك تجاربه مع الموسيقى، وخاصة الأوبرا، وكيف تتقاطع مع هويتهم كشخص ملون وصدماتهم. شعروا وكأنهم محتال ومتعدٍ في الأماكن التي يغلب عليها البيض، لكن الموسيقى جلبت لهم الفرح والعزاء على الرغم من انتزاعهم منهم في بعض الأحيان. يتعمق المقال أيضًا في تفكك جوخدار وهويته الجندرية.
بالإضافة إلى ذلك، يستكشف جوخدار العلاقة بين الجنس والتمييز العنصري في الأدب والأوبرا. إنهم يدرسون كيف ترتبط الأصوات المنخفضة بالشخصيات القوية والشريرة وكيف أن التفوق الأبيض يخلق نظامًا ثنائيًا بين الجنسين حيث يُنظر إلى الأجسام غير البيضاء على أنها رقائق. يتأمل جوخدار في هويتهم العربية غير المطابقة للنوع الاجتماعي وكيف يُنظر إلى أنثوتهم على أنها أقل بياضًا وأكثر خطورة. كما يناقشون حدود اللغة وكيف تشكل الهوية في الأوبرا.

#### عمرو القاضي: جعلتني وحشك
عمرو القاضي، كاتب وكاتب بريطاني عراقي، يناقش مفهوم التعدي وكيف يمكن أن يكون متحررًا وخطيرًا، اعتمادًا على السياق والنية. يشارك القاضي تجاربهم الشخصية في التعدي، بما في ذلك كيف تم اعتبارهم كيانًا مخالفًا من قبل عائلتهم العراقية لإظهارهم الفردية، والتي كان يُنظر إليها على أنها تهديد للذات الجماعية. كما يناقش القاضي فوائد وعيوب العقلية الجماعية الأسرية، حيث يُنظر إلى تصرفات الفرد على أنها مقياس لنجاح والديهم في تربيتهم.

#### خالد عبد الهادي: ماي كالي - رقمنة مستقبل عربي مثلي
يروي خالد عبد الهادي، رئيس تحرير ومؤسس مجلة My.Kali الرقمية حول مجتمع LGBTQ + في الأردن، كيف اختطفت وسائل الإعلام غلاف العدد الأول من المجلة وعرّضته للجمهور، مما تسبب في الضيق والقلق. جذب الانتباه السلبي من الصحفيين والجمهور على حد سواء. رفض عبد الهادي إغلاق المجلة رغم ضغوط الأصدقاء واستمر في إدارتها، فشكل فريقًا من المحررين والمصممين. ومع ذلك، استمرت ردود الفعل ضد المجلة، وفي النهاية خضعت للرقابة من قبل هيئة الإعلام المرئي والمسموع الأردني دون مبرر.

#### داني رمضان: صورة الفنان للمهمش

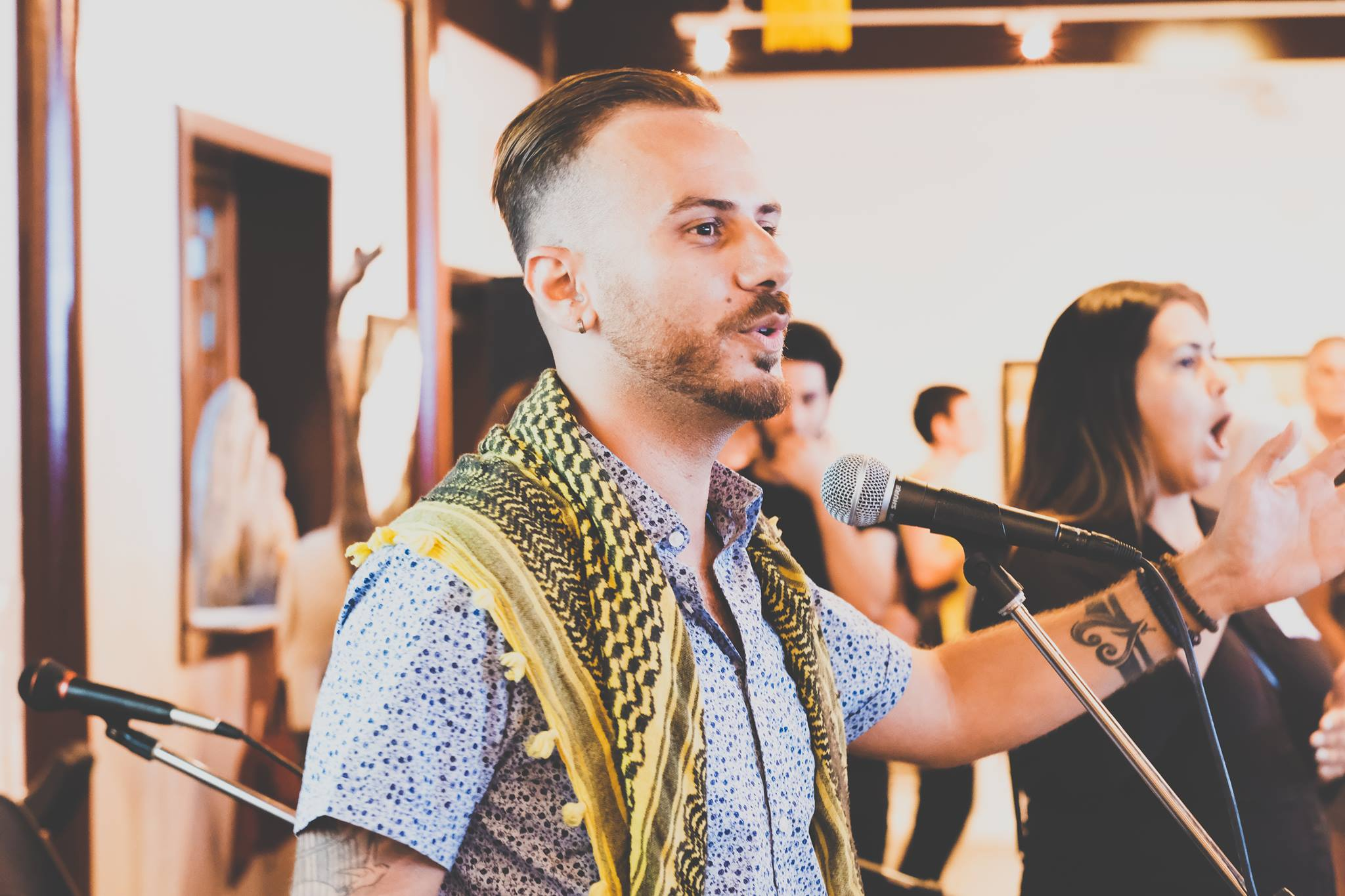
داني رمضان 2016

يتأمل داني رمضان، الروائي السوري الكندي الحائز على جوائز والناشط اللاجئ من مجتمع الميم، في الافتراضات التي تم إجراؤها حول عمله ويشارك تجربته مع مؤلف آخر، أندريه أكيمان، الذي يواجه أيضًا افتراضات مماثلة. يتحدث رمضان عن كتاباته المبكرة، والتي عكست صراعه مع ميوله الجنسية، لكن لم يتساءل أحد عما إذا كانت تستند إلى تجارب من الحياة الواقعية. يناقش رمضان الميل الضار لبعض القراء إلى افتراض أن أعمال المؤلفين المهمشين تستند بالكامل إلى تجاربهم، والتي يمكن أن تمحو تعقيد تلك التجارب. يتساءل رمضان عن مطالبة المؤلفين المهمشين بأن يكونوا محاربي العدالة الاجتماعية وأن يكتبوا أدبًا ممتازًا، ويقترح أنهم سيكتبون ما يريدون، سواء بناءً على تجاربهم أم لا، وقد يختارون إبقاء صدماتهم سرية.

#### أحمد عمر: حج الحب

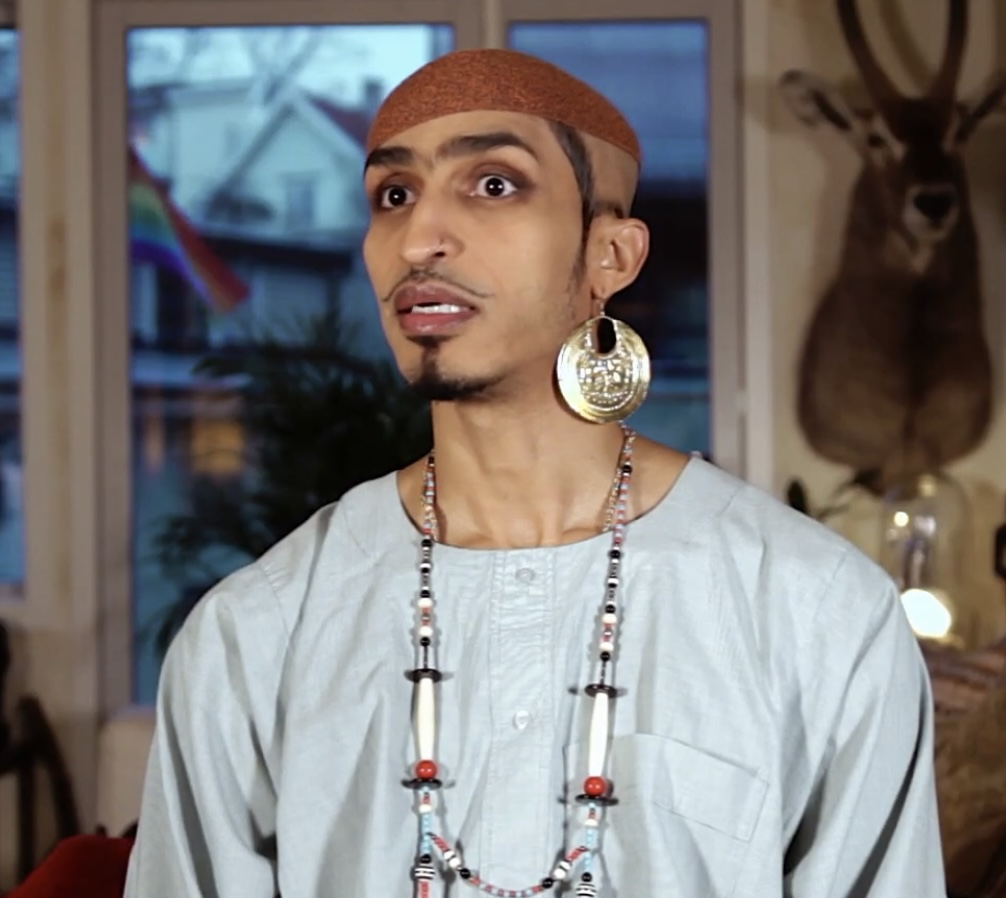
أحمد عمر خلال مقابلة عام 2021

أحمد عمر، فنان سوداني نرويجي يبتكر أعمالاً فنية عن طريق اللمس وقائمة على الأشياء للتواصل مع جمهوره. نشأ في أسرة سودانية محافظة تعيش في مكة المكرمة وشعر بضغط مجتمعي للتوافق مع بعض السلوكيات والمظاهر. اكتشف أحمد أنوثته ورجولته، لكن التعليقات المعادية للمثليين من معلمه جعلته يتردد في استكشاف مثليته الجنسية. غير أنه قبل صديقه عادل فيما بعد، مما جعله يشعر بالضيق والتشكيك في ميوله الجنسية. أنهوا علاقتهم الجسدية لكنهم ظلوا أصدقاء حتى أدلى عادل بتعليق جارح.
ثم أقام أحمد"علاقة حلال" مع امرأة وخطط لبناء منزل معًا، لكن انتهى به الأمر بمشاركة فراش مع صديقه أشرف على سطح حافلة، وانتهى به الأمر إلى التقبيل. واصلوا علاقتهم الحميمة لمدة عام ونصف قبل أن ينتقل أحمد إلى النرويج.

#### أمينة: أغسطس وسبتمبر وأمي
أمينة، اسم مستعار لكاتبة مصرية، تشاركنا لحظتين من الفرح، واحدة في حفل مشروع ليلى حيث رفع أفراد شجعان أعلام قوس قزح والأخرى في ليلة شاطئية رومانسية حيث شاهدوا شهابًا مع شريكهم. على الرغم من قبولها للغرابة وعدم الشعور بالعار أبدًا، فإن أمينة غير قادرة على مشاركة هذه اللحظات السعيدة مع والدتها بسبب القيود المجتمعية. تتأمل أمينة أيضًا في انتحار شخص غريب الأطوار يُدعى سارة والخوف داخل المجتمع. يستكشفون علاقتهم مع الله والتباين بين سعادة والدتهم في زفاف أخيهم مقابل حفل زفافهم المحتمل في المستقبل.

#### رجاء فرح: الابن الشرير
رجاء فرح، ناشطة وكاتبة مثليّة من لبنان، تروي قصة عن ليث. ليث في المستشفى مع والده نزار الذي أهمل مرضه السكري ويعاني من الألم. ينعكس ليث على علاقتهما المضطربة، والتي اتسمت بالإساءة الجسدية والعقلية. لإلهاء نفسه، يتصل ليث بصديق في لوس أنجلوس ويتحدث عن الجنس والعلاقات. أثناء وجوده في المستشفى، التقى ليث بمازن، وهو شعلة قديمة التقى بها في Grindr قبل بضع سنوات. يصف المقطع علاقتهما الغرامية الأولى وكيف ارتبطا بعدم الأمان والتفضيلات وخيارات الموسيقى. على الرغم من جنسهم الرائع وعاطفتهم، لم تتطور علاقتهم أبدًا إلى علاقة حب عميقة.

#### تانيا صافي: مواعدة البيض
تانيا صافي، صحفية عربية-أسترالية، تتأمل في تاريخ عائلتها وصراعاتها الخاصة مع الهوية الثقافية. تصف تجارب جدها باليتيم وخدمته العسكرية، وكذلك تجارب والديها في طرابلس. كما تناقش آسفي تجربتها مع العنصرية وإنكار تراثها العربي خلال سنوات مراهقتها في أستراليا. بالإضافة إلى ذلك، تشاركنا تجاربها كشخصية عربية غريبة في سيدني، بما في ذلك العيش مع زوجين مثليين من البيض ومواعدة مثلية بيضاء تمثّل تراثها العربي. انتقلت في النهاية إلى لبنان لتكون مع جدتها المريضة وانفصلت عن صديقتها عند عودتهما إلى سيدني.

#### آمنة علي: كانت التقاطعي أكبر فتوة لدي
تقدم آمنة علي، ناشطة حقوقية صومالية يمنية وإماراتية سوداء وكويرية، سردًا شخصيًا لفرد عربي أسود كوير نشأ في عائلة من المهاجرين المتدينين. لقد عانوا من صدمات جسدية وعاطفية شديدة على يد أخيهم، الذي ضربهم لكونهم مثليين، مما تسبب لهم في معاناة نفسية طويلة الأمد. تسلط تجارب علي الضوء على مفهوم التقاطعية، حيث يتفاقم التمييز والقمع بفعل الهويات المهمشة المتعددة. على الرغم من معاناتهم، سعى الكاتب إلى العلاج الذي مكنهم من مسامحة أنفسهم وقطع أفراد الأسرة الذين يعانون من رهاب المثليين. انتقلوا إلى تورنتو وأسسوا The Black Arabs Collective، وهي منصة لتبادل الخبرات في أن تكون أسودًا وغريبًا. ومع ذلك، فقد واجهوا الرفض من بودكاست سعودي YouTuber بعد تعريفهم علنًا باسم Queer، مما يسلط الضوء على الكفاح المستمر من أجل القبول.

#### حامد سنو: ثلاثي

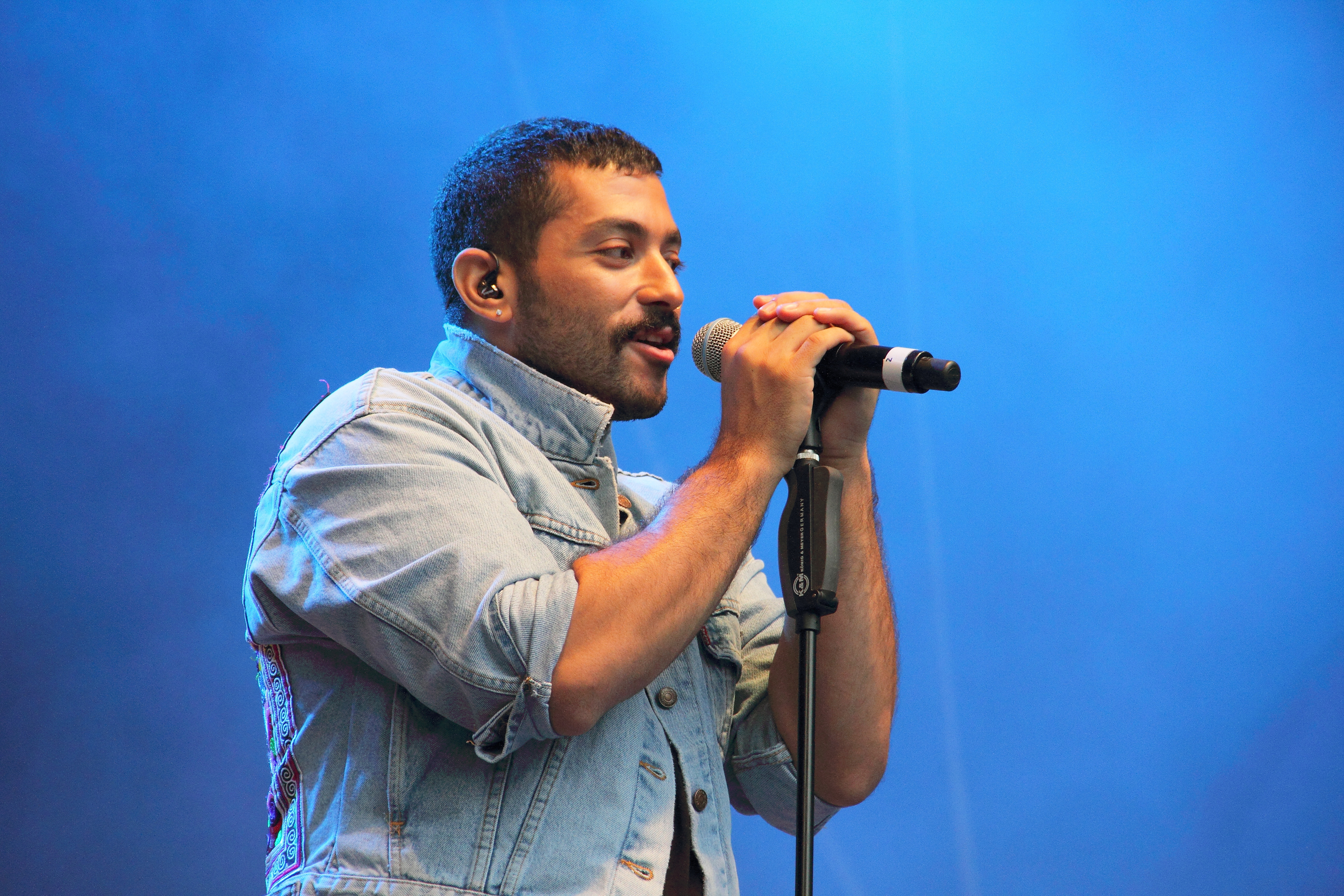
حامد سنو، من مشروع ليلى، في لبنان في مهرجان رودولشتات 2018

يستكشف حامد سنو، المغني اللبناني الأمريكي الرئيسي في فرقة الروك البديلة مشروع ليلى، أهمية الغناء كعمل مقاومة ووكالة، خاصة بالنسبة للأفراد المهمشين. يُنظر إلى الغناء على أنه احتفال بالجسد والوجود يتجاوز مجرد البقاء على قيد الحياة، ويستحق الاعتراف به باعتباره شكلاً ذا معنى للتعبير. يتحدى Sinno المفهوم القادر الذي يساوي التعبير الصوتي بالنطق، ويشجع القراء على تقدير قوة الغناء كوسيلة للمقاومة والتعبير عن الذات.
يشارك Sinno قصة شخصية عن كيف أصبحوا مهووسين بالأصوات المسجلة في الصف الخامس، والأهمية الثقافية للموسيقى في حياتهم، ولا سيما حب جدتهم لفيروز. يتطرق Sinno أيضًا إلى كيفية تداخل الجندر والجنس في ثقافات مثل بيروت والغرب، وينعكس على تجارب Sinno كشخص غير مغاير للجنس في كل من بيروت والولايات المتحدة. يختتم سينو بمناقشة دور الشذوذ المعاد للمجتمع في استعادة الأنوثة وتسليحها.

#### عنبرة سلام: محادثات غير محجوزة
عنبرة سلام، كاتبة فلسطينية-لبنانية-اسكتلندية، أعطت والديهم نسخة مسبقة من روايتهم الثانية، التي تصور بطلة عربية كويرية، لكن والديهم لم يشرعوا في محادثة حول الهوية المثلية في الكتاب. تشعر سلام بخيبة الأمل والخيانة من صمت والديهم، حيث تشتهر عائلاتهم العربية بالانخراط في كل جانب من جوانب حياة بعضهم البعض. ومع ذلك، تقر سلام بأن المحادثات المحجوبة حول الغرابة تخدم غرضًا في الثقافة العربية، فهي تحمي الناس من التداعيات القانونية والاجتماعية، وتسمح للعلاقات مع الأجداد بالاستمرار، وتمكين الارتباك بين الأجيال وإصدار الأحكام. كعرب في الشتات، تربط سلام علاقة معقدة بالهوية وتعيش في الشعور بالذنب والشك بالنفس. الصمت مكان للتستر والسرية والخداع والتوقير.

#### مجهول: صيادو الكؤوس، المنقذون البيض، و Grindr (بحث عربي غريب عن زوج)
مجهول، كاتب وكوميدي عربي مثلي الجنس، يناقش الصعوبات التي واجهها في العثور على شريك بسبب عرقه وتوجهه الجنسي. يشارك في العديد من التجارب حيث يشعر بأنه موضوعي بسبب عرقه، مما جعله يشعر بأنه صنم وليس فردًا. تسلط Anonymous أيضًا الضوء على التوقعات المجتمعية للزواج وكيف أن كونك مثليًا يضيف إلى التحدي. بالإضافة إلى ذلك، يصف Anonymous ثلاث لقاءات مع أفراد أظهروا منهج الأبيض المنقذ، مما جعله يشعر بعدم الارتياح. تشمل هذه اللقاءات امرأة أمطرته بالهدايا، ورجل كان لديه آراء صنم حول عرقه وحياته الجنسية، وزميل في السكن امتدحه لكنه قطع الاتصال به في النهاية.

#### حسن نمير: الرقص مثل شريهان

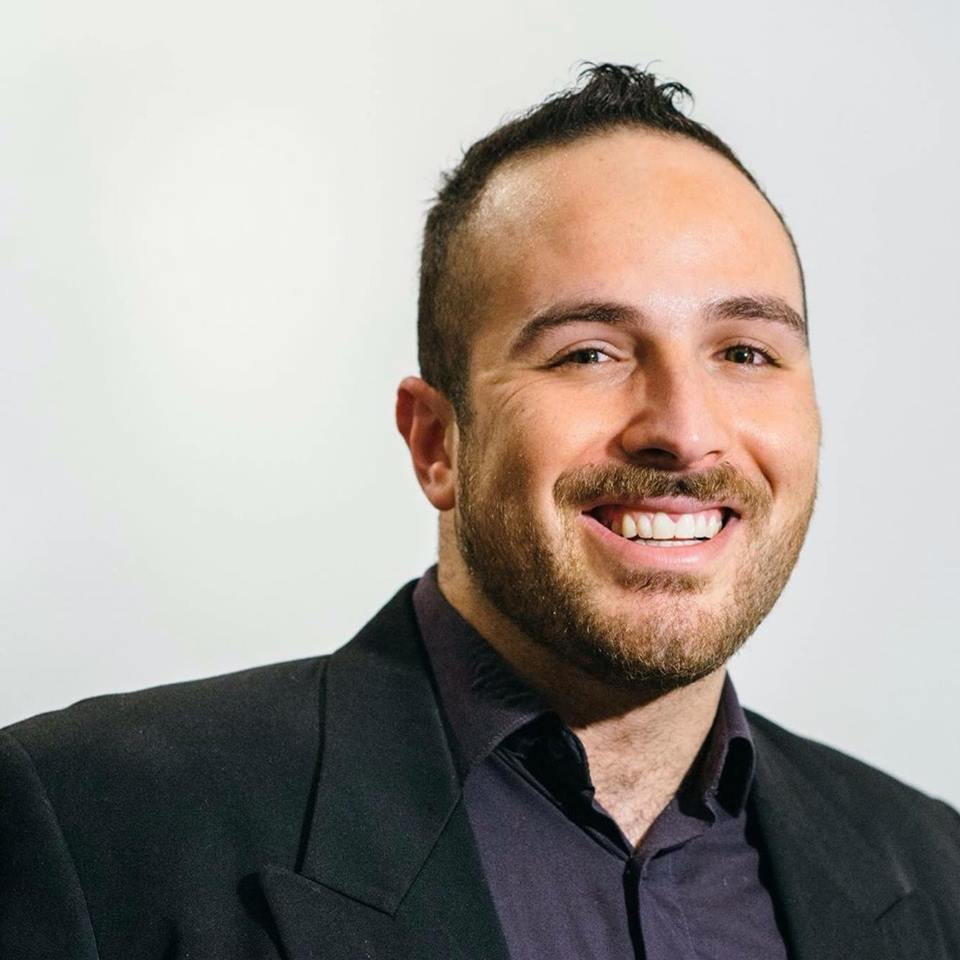
حسن نمير عام 2016

المقطع عبارة عن سرد شخصي لمسلم عراقي-كندي مثلي الجنس حسن نمير، يروي ذكرياتهم المبكرة عن افتتانهم بشريهان، وهي فنانة مصرية، وكيف كافحوا للتوفيق بين انجذابهم للأولاد الآخرين ومعتقداتهم الدينية وتوقعات الأسرة من هم. يشاركنا نمير كيف كانوا دائمًا على دراية بميولهم المخنثة، لكن لم يعترف بها أحد في عائلته. يصف نمير حادثة في سن العاشرة عندما استغلهم صبي يُدعى م، وكيف هاجروا إلى كندا بعد فترة وجيزة هربًا من عارهم. يكشف نمير أيضًا عن حبهم للموسيقى والأداء وجاذبية نفس الجنس، وكيف خرجوا لأختهم عندما كانا في الرابعة عشرة من العمر.

#### مدين الجزيرة: ثم جاء الأمل
مدين الجزيرة، أردني فلسطيني من مواليد الكويت، كان على متن طائرة عندما لاحظوا وجود رجل فلسطيني مسن مرتبك ومكتئب. وأوضح حفيد الرجل أنه كثيرا ما عاش فراره من فلسطين بسبب مرض الزهايمر، وفقد زوجته ياسمين قبل خمسة عشر عاما. تأثر الجزرة بحب الرجل لزوجته وأدرك أنهم يتوقون إلى مثل هذا الحب، لكنهم شعروا أنهم لا يستطيعون الحصول عليه أبدًا بسبب تهجيرهم كفلسطينيين وكويتيين ومسلمين ورجل. صدمة الجزيرة من النزوح أعيد إطلاقها من خلال هذا الحادث على متن الطائرة.

#### عمر صقر: تغريدات لشاعر عربي مثلي
عمر صقر كاتب ومقال وشاعر أسترالي ومسلم ثنائي الجنس من أصول لبنانية وتركية. يشارك صقر مجموعة من الأفكار حول مواضيع مختلفة مثل الانتحار، والخوف من الخسارة، والأصالة، والوباء، والصدمات، واللغة، والأداء. يشجع صقر القراء على تبني الحركة والترحيب بمشاعرهم والتخلص من العار. كما يناقشون أهمية الحذر من الجدران وجمال الحنين إلى الماضي. يحث صقر القراء على الثقة في أنفسهم، والتوقف عن القلق بشأن الجمهور، والسماح لأرواحهم بالكشف عن نفسها.

## الاستقبال والتأثير
تلقى الكتاب إشادة من النقاد لتصويره القوي والمؤثر للتجارب العربية الكويرية. وقد تم الترحيب به باعتباره"رائدًا" من قبل زمن،  وعمل يتحدى القوالب النمطية ويعزز فهم وقبول LGBTQ + العرب. يعترف Pip Ellwood-Hughes بأن كونك رجلًا مثليًا أبيض يجعل النص صعب القراءة ولكنه يقدم وجهات نظر فريدة لا تُرى غالبًا. وجد Ellwood-Hughes أن القصص مفتوحة للعين وتسلط الضوء على جزء من التجربة الغريبة التي لم يتعرض لها من قبل.
وصفت The Time المقالات والمذكرات في الكتاب بأنها تقدم استكشافًا غنيًا ومتنوعًا للهوية العربية الشاذة وثقافتها وانتمائها،  وتوفر روابط تبعث على الدفء ولحظات الاحتفال. قارنت أنيشا حسين الكتاب بلوحة قد تبدو واضحة للوهلة الأولى، ولكن عند الفحص الدقيق، تكشف عن جمالها الخفي وطبقاتها التي تحتوي على قصص قد لا تكون مرئية للقارئ في البداية ولكن يمكن اكتشافها بنظرة أعمق. وصف ريتشارد ماركوس الكتاب بأنه"صعب في بعض الأحيان، ومثير للفضول دائمًا، ومقنع بالتأكيد". يعترف خالدين ناس ببعض الانتقادات للكتابة، لكنه وجد النص في النهاية مهمًا لتصويره الثابت والموجه والضعيف للتجارب العربية الكويرية، ودعوته إلى تذكر تخيل الأمل لأنفسنا.
يسلط تحليل سليمان الحاج للكتاب الضوء على أهمية هذه المختارات كوسيلة لاستعادة الشذوذ العربي من الروايات التي تتمحور حول الغرب وعقدة المنقذ الأبيض. يثني الحاج على المختارات التي تناولتها بوعي للانتقادات المحتملة وسردها الثابت والضعيف للقصص الذي يتطلب من القراء النظر إلى ما هو أبعد من الواضح والاعتراف بقصص من هم على الهامش. يشير المقال إلى أن المختارات لا تخلو من عيوبها، مثل بعض الكتابات التي تنحرف نحو تكرار الامتناع الملهمة، ولكن بشكل عام، فإن"هذا العربي هو اللوطي" قراءة مهمة ومؤثرة تتحدى القراء لمواجهة الفراغات بين مجتمع الكوير والتخيل أمل لأنفسهم وللآخرين.